# Michał Kolenda
Michał Jakub Kolenda (ur. 31 marca 1997 w Ełku) – polski koszykarz występujący na pozycjach rzucającego obrońcy lub niskiego skrzydłowego, od 2023 zawodnik Legii Warszawa.
28 czerwca 2023 został zawodnikiem Legii Warszawa.

## Osiągnięcia
Stan na 20 marca 2024, na podstawie, o ile nie zaznaczono inaczej.

### Drużynowe
Seniorskie
- Zdobywca Pucharu Polski (2023, 2024)[4][5]

Młodzieżowe
- Mistrz Polski:
  - juniorów starszych (2015)
  - juniorów (2014)
- Wicemistrz Polski kadetów (2013)
- Brązowy medalista mistrzostw Polski juniorów starszych (2014)

### Indywidualne
- MVP kolejki EBL (29 – 2021/2022, 5, 8 – 2022/2023)[6][7]
- Zaliczony do I składu kolejki EBL (8 – 2020/2021, 29 – 2021/2022, 5, 8, 23 – 2022/2023, 22 – 2023/2024)[8][9][10][11][12][13]
- Uczestnik konkursu rzutów za 3 punkty EBL (2021 – 4. miejsce)[14]

### Reprezentacja
- Uczestnik mistrzostw Europy:
  - U–16 (2013 – 12. miejsce)
  - dywizji B:
    - U–18 (2015 – 4. miejsce)
    - U–20 (2017 – 5. miejsce)